# Niels Lodberg
Niels Lodberg (Hvide Sande, 14 oktober 1980) is een Deens voetballer (centrale verdediger) van SønderjyskE in de Superliga.